# Aquapiper
Aquapiper è stato uno dei parchi acquatici più grandi d'Italia con 130.000 metri quadrati di superficie di cui 25.000 di verde. Il parco è situato nel comune di Guidonia Montecelio. I lavori per la sua realizzazione iniziarono alla fine degli anni '80, il parco venne inaugurato nell'estate del 1990. Il Parco fu chiuso al termine della stagione estiva del 2014, mentre nel mese di giugno 2015 fu dichiarato il fallimento della "Sibor s.r.l.", ultima azienda proprietaria del parco. Da quel momento il parco risultò in vendita all'asta fino al 2018, quando una nuova proprietà acquistò la struttura.

## Attrazioni
Le attrazioni dell'Aquapiper di Guidonia erano:
- Kamikaze: Scivolo con una pendenza mozzafiato del 60%.
- Cammelli: 2 scivoli chiamati così per via delle loro gobbe che ricordano i simpatici animali del deserto.
- Anaconda: 3 acquascivoli da percorrere da soli o in compagnia con allegri gommoni colorati.
- Pista go kart (Successivamente rimossa)
- Parco avventura mixstream (Successivamente rimosso)

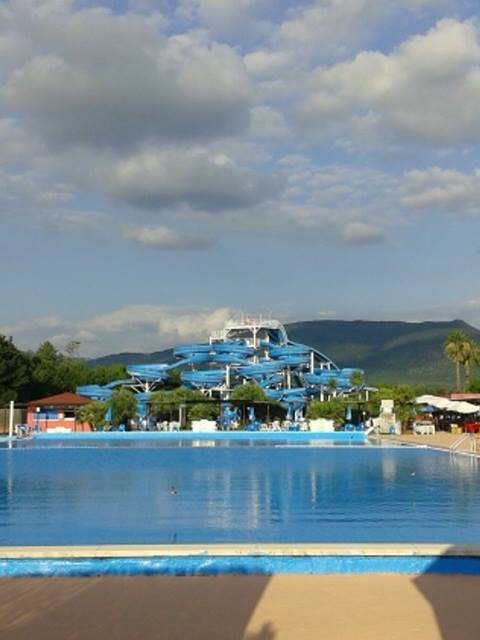
Panoramica del parco con la torre scivoli sullo sfondo

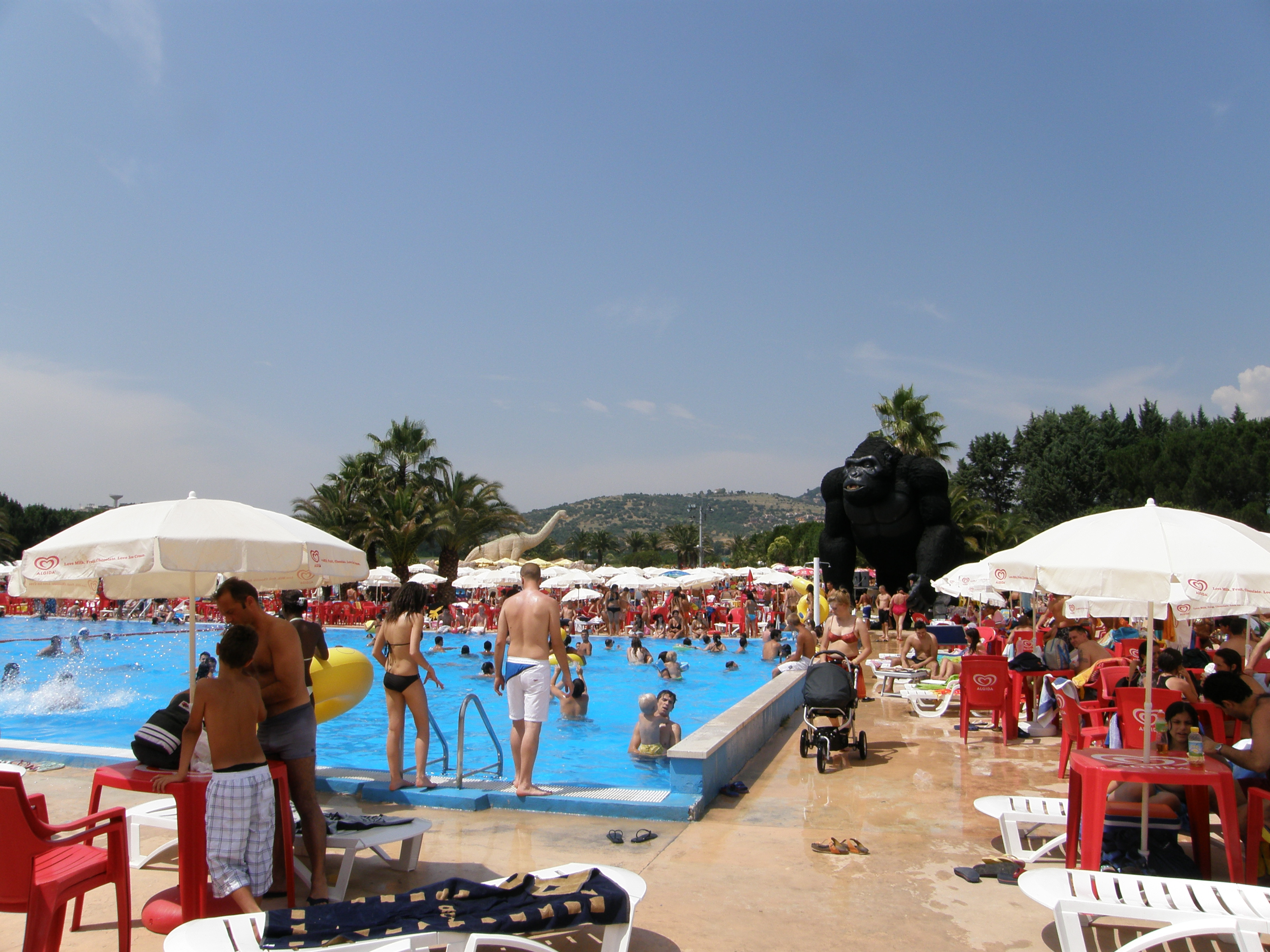
Il parco Aquapiper di Guidonia Montecelio

## Piscine
Nel parco erano presenti:

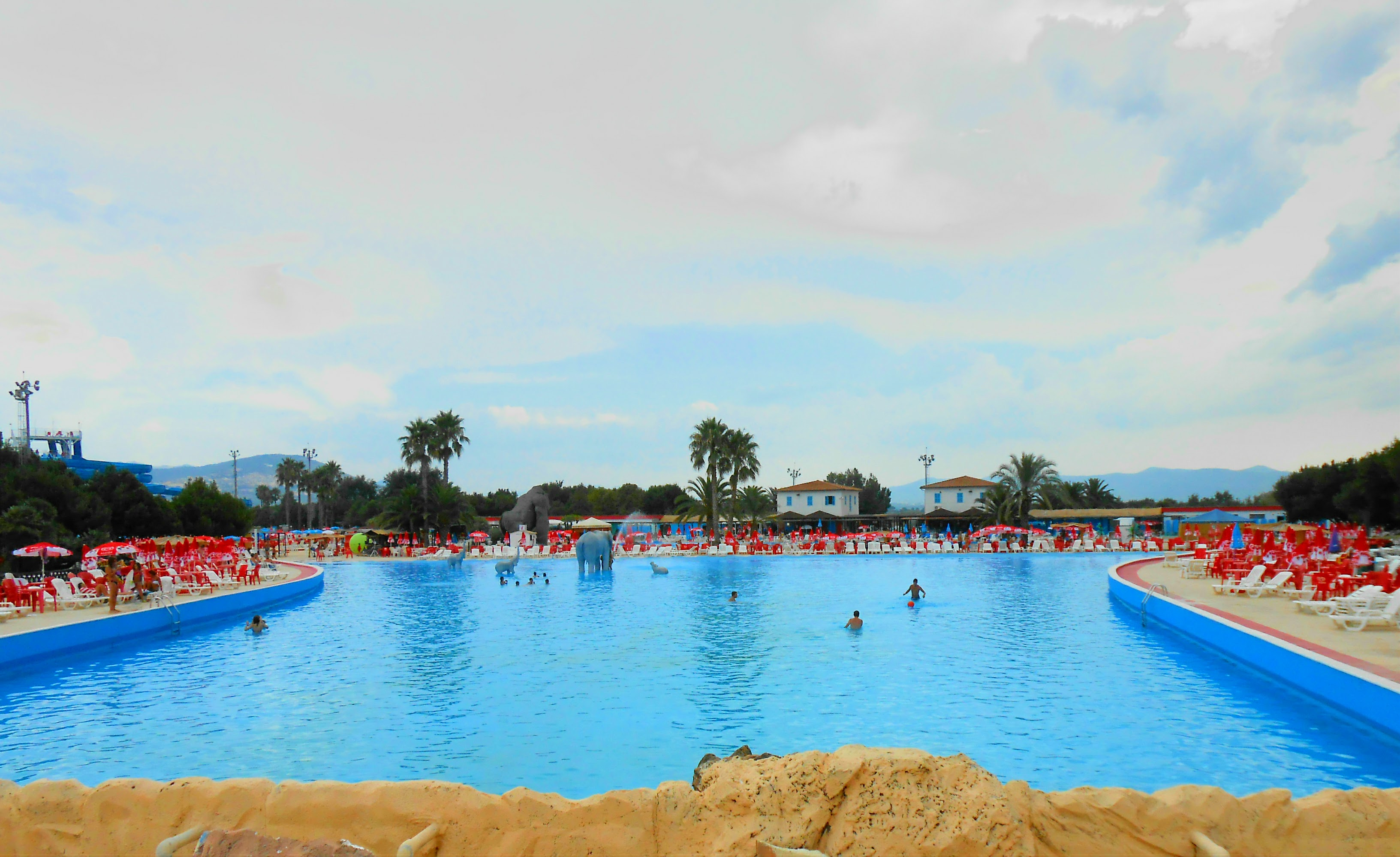
Piscina ad onde Aquapiper

- Piscina ad onde: la più grande d'Europa animata da onde oceaniche e da una suggestiva cascata con la scritta "Aquapiper"
- Piscina olimpionica: lunga 50 m e larga 25 m
- 2 piscine per bambini: di cui una con attrazione a tartaruga e mini-scivoli
- Laguna idromassaggio: per i momenti di puro relax

## Strutture e servizi
All'interno del parco vi erano numerosi servizi: sala giochi, edicola, punto-foto, stand merceologici con abbigliamento, accessori, articoli di bigiotteria e profumeria, primo soccorso, artigianato e zone ristoro (bar, caffetteria, ristorante, fast food, gelaterie e una grande area picnic).
Era possibile utilizzare lettini e ombrelloni gratuitamente.

## Film

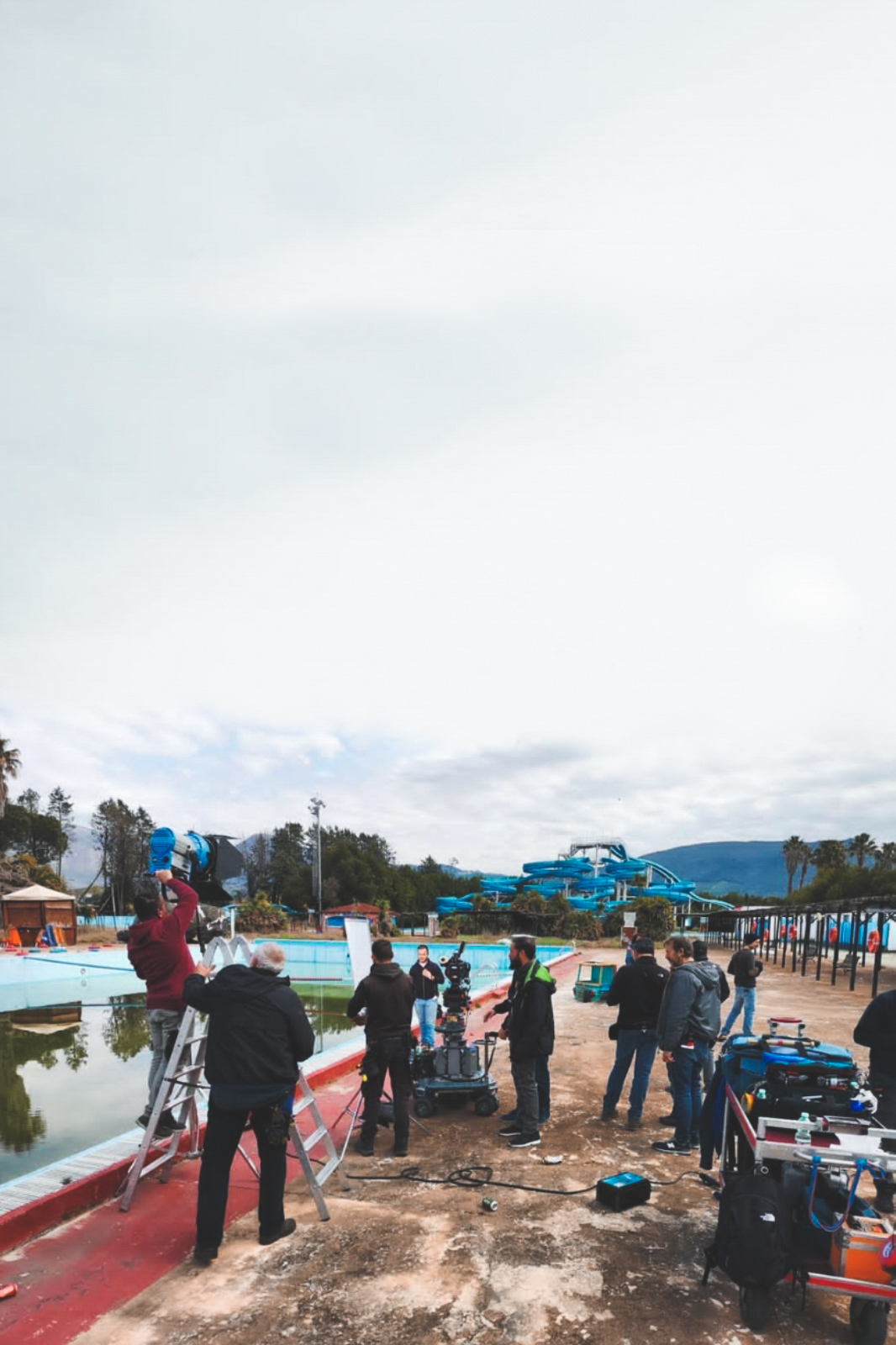
Marzo 2019: Il parco Aquapiper di Guidonia Montecelio scelto come set per il film Guida romantica a posti perduti di Giorgia Farina.

All'interno del parco acquatico Aquapiper sono state girate diverse scene di film, di cui due nel 2019.
- Viaggi di nozze: film del 1995 diretto da Carlo Verdone.
- Guida romantica a posti perduti: Film girato nel 2019 e diretto da Giorgia Farina.
- Il materiale emotivo: Film girato nel 2019 e diretto da Sergio Castellitto.